# Obciążalność długotrwała przewodów
Obciążalność prądowa długotrwała przewodów i kabli energetycznych {\displaystyle (I_{Z})} – skuteczna wartość prądu jaka może maksymalnie przepłynąć w nieograniczonym czasie przez przewód o określonych parametrach i warunkach zewnętrznych, który może nagrzać przewód do granicznej, dopuszczalnej temperatury nie uszkadzając go.
Na obciążalność długotrwałą przewodów mają wpływ takie parametry przewodów jak: przekrój poprzeczny żył, konstrukcja przewodów (kształt żył, sposób ich ułożenia oraz ilość), materiał, z którego wykonane są żyły (aluminium, miedź), rodzaj izolacji. Do warunków zewnętrznych mających wpływ na obciążalność należą: temperatura otoczenia oraz sposób ułożenia przewodów, który ma wpływ na intensywność oddawania ciepła z żył do otoczenia. W Polsce w roku 2000 znormalizowano obciążalność długotrwałą przewodów. Zasady ustalające obciążalność przewodów podaje norma PN-HD 60364-5-52:2011.